# Реченское сельское поселение (Новгородская область)
Реченское сельское поселение — упразднённое с 12 апреля 2010 года муниципальное образование в Боровичском районе Новгородской области России, существовавшее в 2006—2010 годах, вошло в состав Железковского сельского поселения.
Административным центром была деревня Речка.
Сельское поселение расположено к югу от города Боровичи, на границе с Тверской областью. На территории поселения находится озеро Пирос, а также проходит участок автодороги Р-8 Боровичи—Валдай.
Реченское сельское поселение было образовано в соответствии с законом Новгородской области от 11 ноября 2005 года № 559-ОЗ, в соответствии с областным законом № 715-ОЗ, с апреля 2010 года сельское поселение объединено наряду с также упразднёнными Железковским и Плавковским во вновь образованное Железковское сельское поселение с административным центром в деревне Железково.

## Населённые пункты
На территории сельского поселения были расположены деревни: Буреги, Горка, Знаменка, Княжа, Коммунарка, Молодёново, Пирусс, Пукирёво, Речка, Узмень, Фаустово.